# Amolops aniqiaoensis
Espèce
Statut de conservation UICN

 VU  : Vulnérable
Amolops aniqiaoensis est une espèce d'amphibiens de la famille des Ranidae.

## Répartition
Cette espèce est endémique du xian de Mêdog au Tibet. Elle n'est connue que dans les environs d'Aniqiao, sa localité type,.

## Étymologie
Son nom d'espèce, composé de aniqiao et du suffixe latin -ensis, « qui vit dans, qui habite », lui a été donné en référence au lieu de sa découverte.

## Publication originale
- Zhao, Rao, Lü & Dong, 2005 : Herpetological Surveys of Xizang Autonomous Region 2. Mêdog. Sichuan Journal of Zoology, vol. 2005, no 3, p. 250-253.